# باغو (کیش)
باغو روستای کوچکی در ناحیهٔ غربی جزیره کیش است که به لحاظ تقسیمات کشور از توابع بخش کیش، شهرستان بندر لنگه، استان هرمزگان است. این روستا با نام ‌الباغ نیز شناخته می‌شود.

## محدوده
این روستا از شمال به روستای سفین، از جنوب به روستای الدی، از مغرب به روستای لاز و از سمت مشرق به روستای دهلیز متصل است.

## مردم
جمعیت این روستا حدود ۶۵ نفر است. ساکنان این روستا اهل سنت از شاخه مالکی هستند و به زبان‌های عربی و فارسی و گویش محلی صحبت می‌کنند. این روستا دارای مسجد و مدرسه است. پیشهٔ مردم این روستا صیادی و ماهی‌گیری است و از این راه امرار معاش می‌کنند.